# I'm One
Pistes de Quadrophenia
The Punk and the Godfather The Dirty Jobs
I'm One est une chanson des Who parue sur l'opéra-rock Quadrophenia (1973).

## Caractéristiques
Comme souvent dans les chansons de Quadrophenia, les paroles sont particulièrement difficiles à comprendre si l'on oublie le contexte narratif de l'album. Cependant, on peut percevoir un faisceau de significations ne recoupant pas forcément le cadre de l'opéra-rock. Pete Townshend, l'auteur, décrit cette chanson ainsi :
« Quand j'étais gamin, je sentais que la guitare était tout ce que j'avais. Je n'étais pas encore assez dur pour être dans une bande, je n'étais pas assez élégant pour que tout se passe bien avec les nanas, pas assez bon sur mes pieds pour être un bon joueur de football, j'étais un putain de perdant. Je pense que tout le monde se sent ainsi à un certain point. D'une manière ou d'une autre, être un Mod- même si j'étais trop vieux pour être réellement un Mod - j'ai écrit cette chanson en pensant à cela. Jimmy, le héros de l'histoire, pense à peu près qu'il n'a pas grand-chose pour lui, mais qu'au moins il ne fait qu'un. »
Cette chanson est courte. Elle est l'une des plus calmes et introspectives de l'album, chantée entièrement par Pete Townshend. Le début est particulièrement doux, présentant uniquement le guitariste jouant quelques accords en fingerpicking, dans une ambiance très country. La suite de la chanson est un peu plus énergique. On remarque que la plupart des chansons de l'album alternent entre plages de calme et explosions soudaines.
Une version en concert de cette chanson peut être trouvée sur la vidéo The Who & Special Guests Live at the Royal Albert Hall, avec Eddie Vedder au chant.

## Sources et liens
- Notes sur l'album
- Paroles
- Tablatures pour guitare